# Evangelische Pfarrkirche (Ober-Mockstadt)

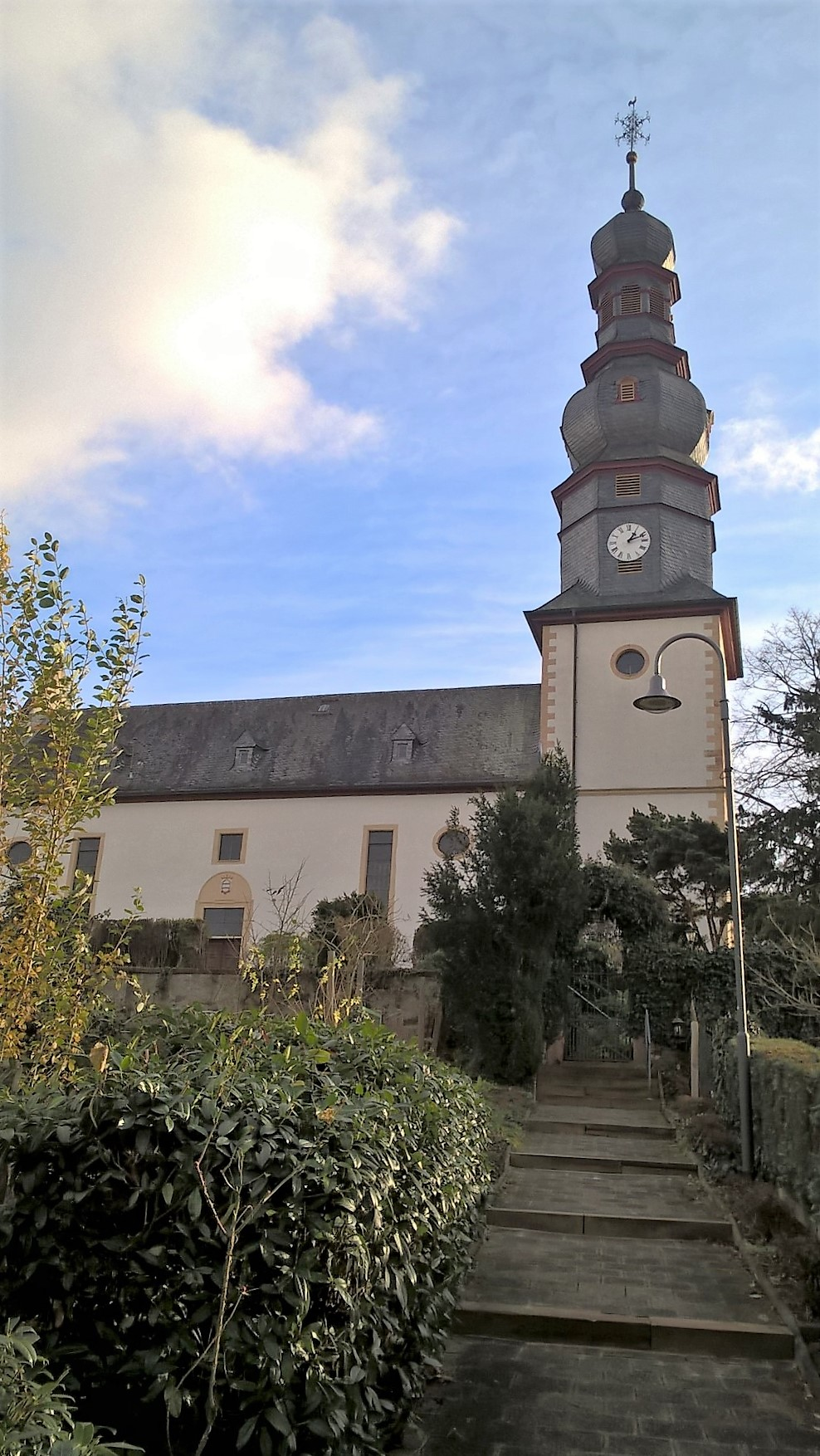
Evangelische Pfarrkirche (Ober-Mockstadt)

Die Evangelische Kirche Ober-Mockstadt ist ein denkmalgeschütztes Kirchengebäude in Ober-Mockstadt, einem Ortsteil der Gemeinde Ranstadt im Wetteraukreis in Hessen. Die Kirche gehört zur Kirchengemeinde Mockstadt im Dekanat Büdinger Land in der Propstei Oberhessen der Evangelischen Kirche in Hessen und Nassau.

## Beschreibung
Die Stiftskirche des Kollegiatstifts in Mockstadt wurde 1220 infolge finanzieller Unterstützung des Erzbischofs von Mainz durch eine größere Saalkirche ersetzt. Sie befindet sich erhöht über dem Dorf gelegen in einem Kirchhof, der von einer bogenförmigen Bruchsteinmauer aus dem 18. Jahrhundert umschlossen wird. Deren Kirchenschiff stürzte 1717 ein. Der Umbau und Wiederaufbau wurde von 1720 bis 1726 im Baustil des Barock unter Verwendung des Mauerwerks des Vorgängerbaus und gotischer Spolien von Joh. David Schieber durchgeführt.
An der Ostwand des Kirchenschiffs ist der ehemalige, zur Trennung der evangelischen und katholischen Gottesdienste zugemauerte Chorbogen sichtbar, nachdem der Chor 1839 abgebrochen wurde.
In der Kirche befinden sich ein Kanzelaltar von 1725, Ölbilder (1726) von Joh. Jak. Hauck aus Frankfurt und ein romanischer Taufstein.
Von 1755 bis 1756 wurde der gotische Kirchturm im Westen abgerissen und im Barockstil mit doppelter Zwiebelhaube von J. Ph. Seitz neu errichtet. In seinem Glockenstuhl hängen fünf Kirchenglocken, drei davon sind Zuckerhutglocken.
Im Jahre 2019 wurde die kleinste der drei Glocken das Pfaffenglöckchen durch eine neue Glocke von Barbara Bux ersetzt.
| Bezeichnung      | Gussjahr | Nominal | Gewicht (kg) | Bemerkung                               |
| ---------------- | -------- | ------- | ------------ | --------------------------------------- |
| Elfuhrglocke     | vor 1221 | gis1    | ca. 500      | vollständiges Zuckerhutglocken-Ensemble |
| Totenglocke      | vor 1221 | g2      |              | vollständiges Zuckerhutglocken-Ensemble |
| Pfaffenglöckchen | 2019     | fis     | 244          | vollständiges Zuckerhutglocken-Ensemble |

Zwei weitere Glocken wurden 1692 gegossen.
Die Orgel mit 14 Registern, einem Manual und einem Pedal wurde 1817 von Johann Hartmann Bernhard gebaut und 1884 von Johann Georg Förster umgebaut.